# Juan Francisco Bodega y Quadra
Juan Francisco Bodega y Quadra (22. května 1744, Lima, Peru – 26. března 1794, Ciudad de México, Mexiko) byl španělský námořní důstojník.

## Život
Narodil se v peruánské Limě. Ve svých 19. letech nastoupil ke španělskému námořnictvu v Cádizu. Jeho postavení v námořnictvu rychle rostlo. O čtyři roky později v roce 1767 získal důstojnickou hodnost námořního podporučíka (Alferez de fragata). V roce 1773 byl povýšen na námořního praporčíka (Alferez de navio) a v roce 1774 na námořního poručíka (Teniente de navio). Po návratu do Ameriky nastoupil na španělskou námořní základnu v San Blas v Místokrálovství Nové Španělsko.
V roce 1775 se účastnil výpravy na sever od Kalifornie, kde plul podél pobřeží objeveného Alexejem Iljičem Čirikovem. Jejich úkolem bylo nalézt ruské osady na severu. Brzy výpravu začaly zužovat kurděje. Po vystoupení na břeh došlo k nedorozumění s domorodci a několik námořníků bylo zabito. Jedna loď se vrátila do San Blas. On s druhou lodí pokračoval na sever až k 60° severní šířky, žádné ruské osídlení nenašel a tak se vrátil na základnu.
Další výprava následovala v roce 1779 jejímž velením byl pověřen španělský námořník Ignacio de Arteaga y Bazán. Velením druhé lodi byl pověřen Bodega. Jejich úkolem bylo nalézt cestu severozápadním průjezdem od západu. Při cestě na sever zkoumali každý záliv, ale volné moře nenalezli. Po doplutí k 61° severní šířky zakotvili v zálivu Port Etches u ostrovů Prince Williama. Místo nazvali Puerto de Santiago. Po vystoupení na břeh vykonali formální obřad. V průvodu nesli velký kříž, zpívali Te Deum a po výstřelu z děla a mušket následovali litanie a modlitby. Tím prohlásili pobřeží jako území patřící španělské koruně.
V roce 1780 byl vyslán do Místokrálovství v Peru za účelem obchodu hlavně s rtutí, kterou Španělé potřebovali k těžbě stříbra v Mexiku. Po návratu na základnu v San Blas dostal rozkaz odcestovat do Havany na Kubě, kde v roce 1784 požádal o povolení k cestě do Španělska, kde strávil 4 roky. Po té se vrátil do Nového Španělska. V roce 1792 pokračoval v mapování pobřeží na sever od Kalifornie společně s Georgem Vancouverem se dostali až k Aljašce, kde vyměřovali průliv Juana de Fuca, při té příležitosti objevil několik ostrovů, z nichž jeden je po něm nazván Quadra. Po té se vrátil na jih, kde v Ciudad de México v roce 1794 zemřel.